# Курман, Михаил Вениаминович
Михаил Вениаминович (Мордух Бениаминович) Курман (20 июня 1905, Лепель Витебской губернии — 4 июля 1980, Харьков) — советский статистик, демограф.

## Биография
Родился в многодетной семье учителя. В 1928 году окончил математическое отделение физико-математического факультета ЛГУ. Во время обучения принимал участие в проведении Всесоюзной переписи населения (1926). В 1927—1932 годах работал в Ленинградском статистическом управлении, с 1932 года — в Центральном статистическом управлении СССР. Одновременно в 1929—1932 году преподавал статистику в ленинградских высших учебных заведениях, в 1932—1937 годах — в Московском плановом институте.
1 марта 1937 года был арестован по обвинению в фальсификации Всесоюзной переписи населения 1937 года (полученные предыдущие результаты значительно отличались от официальных данных учёта, опубликованных раньше) и принадлежности к правотроцкистской контрреволюционной организации, 29 сентября 1937 года был осуждён Военной коллегией Верховного суда СССР на 10 лет тюремного заключения. Содержался в тюрьме в Тобольске, затем в 1939 году был отправлен в Севвостлаг, где находился до 1942 года, а затем до конца срока в 1947 году содержался в лагере под Благовещенском, где работал на сельхозработах. 
В 1948—1949 годах — старший преподаватель математики в Рубцовском филиале Алтайского института сел.-хоз. машиностроения. Затем был снова арестован и находился в заключении до 1955 года, когда бы освобождён и реабилитирован.
В 1955—1965 годах — заместитель начальника, начальник отдела населения и здравоохранения Харьковского областного статистического управления. В 1965—1971 годах — научный руководитель лаборатории трудовых ресурсов при Харьковском отделении Географического общества. В 1960-70-х годах читал курс статистики в Харьковском государственном университете, в Харьковском автодорожном институте.

## Труды
- «К методологии планирования населения на вторую пятилетку». Ленинград, 1932 (соавтор);
- «Учёт и статистика населения в районе». 2-е изд. Москва, 1935 (соавтор);
- Докладная записка заместителя начальника отдела населения и здравоохранения ЦУНХУ Госплана СССР М. В. Курмана начальнику ЦУНХУ И. А. Кравалю о естественном движении населения в период между переписями 1926 и 1937 гг. 14 марта 1937 г. Исторические материалы
- «Население большого социалистического города». М., 1968 (совм. с И. В. Лебединским);
- «Движение рабочих кадров промышленного предприятия». М., 1971;
- «Актуальные вопросы демографии». М., 1976.
- Лагерные воспоминания М. В. Курмана Демоскоп Weekly